# Kocierzew (gromada)
Kocierzew – dawna gromada, czyli najmniejsza jednostka podziału terytorialnego Polskiej Rzeczypospolitej Ludowej w latach 1954–1972.
Gromady, z gromadzkimi radami narodowymi (GRN) jako organami władzy najniższego stopnia na wsi, funkcjonowały od reformy reorganizującej administrację wiejską przeprowadzonej jesienią 1954 do momentu ich zniesienia z dniem 1 stycznia 1973, tym samym wypierając organizację gminną w latach 1954–1972.
Gromadę Kocierzew siedzibą GRN w Kocierzewie (obecnie są to dwie wsie: Kocierzew Południowy i Kocierzew Północny) utworzono – jako jedną z 8759 gromad na obszarze Polski – w powiecie łowickim w woj. łódzkim, na mocy uchwały nr 33/54 WRN w Łodzi z dnia 4 października 1954. W skład jednostki weszły obszary dotychczasowych gromad Jeziorko, Kocierzew, Konstantynów i Lipnice oraz kolonia Błoto z dotychczasowej gromady Różyce ze zniesionej gminy Chąśno w tymże powiecie. Dla gromady ustalono 16 członków gromadzkiej rady narodowej.
31 grudnia 1959 do gromady Kocierzew przyłączono obszar zniesionej gromady Osiek.
Gromada przetrwała do końca 1972 roku, czyli do kolejnej reformy gminnej. 1 stycznia 1973 w powiecie łowickim utworzono gminę Kocierzew Południowy z siedzibą w Kocierzewie Południowym.